# Бивуачный мешок
Бивуа́чный мешо́к (биви) — защитный чехол на спальный мешок, предназначенный для использования во время бивака.
Бивуачные мешки были придуманы для удовлетворения потребностей альпинистов, которым нужна была защита для спальных мешков от непогоды во время ночёвок при отсутствии палаток . Пользуются популярностью у любителей ультралёгких (по весу) путешествий. Существуют двухместные варианты.
Ранние модели представляли собой мешок из обычной непромокаемой ткани с PU (полиуретановой) пропиткой. В настоящее время для изготовления бивуачных мешков чаще всего применяются мембранные ткани (Gore-Tex ®, e-Vent ® и т.д.), позволяющие минимизировать образование конденсата на внутренней стороне мешка при низких ночных температурах.
Современная конструкция бивуачного мешка иногда подразумевает наличие одной-двух дуг, которые создают дополнительное пространство над головой и несколько увеличивают тем самым комфорт. 